# 寺島咲
寺島 咲（てらしま さき、1990年9月23日 - ）は、日本の女優。
東京都出身。アーブルに所属。

## 略歴
- 2004年4月29日放送の大林宣彦監督作品『理由』でヒロイン（柄本明の娘）役で女優デビュー[1]。以後、大林監督作品の常連として多数の作品に出演している。
- 2004年10月クールの連続ドラマ『3年B組金八先生』（TBS）に生徒役でレギュラー出演。
- 2004年11月、『ほんとにあった怖い話 』セカンドシーズン「四番目の個室」（フジテレビ）にてドラマ初主演。
- 2006年8月、『水の花』で映画初主演。
- 2007年、『受験のシンデレラ』でモナコ国際映画祭最優秀主演女優賞を受賞[1][2]。
- 2013年、明治大学文学部卒業。
- 2014年、所属事務所をプロマージュから、アーブルに移籍[3]。
- 2015年、舞台『神様はじめました THE MUSICAL♪』でミュージカル初挑戦にして初主演[4]。
- 2016年春に結婚していたことを、2016年6月25日に自身のInstagramにて報告[5]。
- 2017年4月1日に主演映画『たゆたう』の舞台挨拶で第一子出産を報告した[6]。
- 2022年11月、第2子を出産。

## 人物
- 大林宣彦監督の秘蔵っ子と言われている。デビュー当時、人物を深く掘り下げて表現する演技が宮﨑あおいを彷彿とさせることから「ポスト宮﨑あおい」と評されていた。[1]
- 好きな作家・小説は宮部みゆきと梨木香歩の『西の魔女が死んだ』。宮部みゆきのベストセラー小説を映像化した『理由』で女優デビューしている[1]。
- デビュー作『理由』の大林宣彦監督や連続ドラマデビュー作『3年B組金八先生』の演出福澤克雄氏を始め、過去出演作の監督・演出家からオファーを受け再び仕事をする事も多い。
- 映画『悲しいボーイフレンド』で共演した寺脇康文は「連続するカットで泣く演技をしなければいけなかった時に、時間がかかってもいいと思っていたのに寺島さんはカメラが回るとすぐに涙を流し『すごっ』と思った」と語っている。
- 苦手なものは不快になるような大きな音[1]。

## 作品

### キャラクターソングCD
- 神様はじめました THE MUSICAL♪（2015年7月22日）[7]

## 出演

### テレビドラマ
- ドラマW 理由（2004年4月29日、WOWOW） - 片倉信子 役
  - ドラマコンプレックス 理由（日テレヴァージョン[注 1]）（2005年11月、日本テレビ）
- 金曜ドラマ 3年B組金八先生（TBS） - 清水信子 役
  - 第7シリーズ（2004年10月 - 2005年3月）
  - 第7シリーズ 真の最終回スペシャル!!（2005年12月）
- ほんとにあった怖い話 セカンドシーズン#04 四番目の個室（2004年11月、フジテレビ） - 主演・助川有紀 役
- 金曜時代劇 慶次郎縁側日記2（2005年10月 - 12月、NHK総合） - ふみ 役
  - 木曜時代劇 慶次郎縁側日記3（2006年10月 - 12月、NHK総合）
- 大河ドラマ 功名が辻（2006年1月 - 12月、NHK） - つる 役
  - 大河ドラマ 功名が辻 総集編（2006年12月）
- 土曜ドラマ ひとがた流し（2007年12月、NHK） - 水沢さき 役
- 土曜時代劇 まっつぐ〜鎌倉河岸捕物控〜 第1回 - 第3回（2010年4月17日 - 5月8日、NHK） - 房野早希 役
- TBS開局60周年記念 5夜連続特別企画 99年の愛〜JAPANESE AMERICANS〜（2010年11月、TBS） - 平松しづ 役
- BS時代劇 新選組血風録 第6回・第10回・第11回（2011年5月 - 6月、NHK BSプレミアム） - お悠 役
- パナソニック ドラマシアター 水戸黄門 第43部 第8話 狙われたもてなしの宿・浜松（2011年8月22日、TBS） - 千代 役
- 日曜劇場 ATARU 第6話（2012年5月、TBS） - 水瀬咲絵 役
- カウンターのふたり 第10話 最後の花言葉（2012年9月、TwellV） - 主演・沢野まなみ 役
- 渡る世間は鬼ばかり ただいま!! 2週連続スペシャル（2012年9月17日・24日、TBS） - 金沢育美 役
- あかねさす〜新古今恋物語〜 第2話・第3話（2012年9月、NHKワンセグ2） - 主演・神林まどか 役 / 瞳 役
- よる★ドラ 書店員ミチルの身の上話（2013年1月 - 3月、NHK総合） - 高倉恵利香 役
- 土曜ワイド劇場 人類学者・岬久美子の殺人鑑定3（2013年3月、テレビ朝日） - 江成文香 役
- 大岡越前 第6話 名裁き三方一両損（2013年6月、NHK BSプレミアム） - お若 役
- BS時代劇 酔いどれ小籐次 第2回・第3回（2013年6月28日・7月5日、NHK BSプレミアム） - お英 役
- 木曜ミステリー 京都地検の女 第9シリーズ 第2話（2013年7月、テレビ朝日） - 水沢萌 役
- 土曜ワイド劇場 天才刑事・野呂盆六8（2013年8月、朝日放送） - パソ子ちゃん 役
- 木曜ドラマ劇場 Dr.DMAT 第2話（2014年1月、TBS） - 小坂しのぶ 役
- LEADERS リーダーズ（2014年3月22日・23日、TBS） - 高瀬真紀 役
- 松本清張ミステリー時代劇 第8話「大山詣で」（2015年7月、BSジャパン） - 主演・おふで 役
- 本棚食堂 第4話（2015年7月28日、NHK BSプレミアム） - 真田彩 役
- JKは雪女（2015年9月 - 10月、毎日放送） - 杉山美優 役
- 恋する百人一首 （2015年12月14日、NHK Eテレ） - 主演・神林まどか 役
- 鼠、江戸を疾る2 第2話（2016年4月、NHK） - おはつ 役
- 昼のセント酒 第4話 祖師ヶ谷大蔵編（2016年4月30日、NHK）
- モンタージュ 三億円事件奇譚（2016年6月25日、フジテレビ）
- 連続テレビ小説「とと姉ちゃん」 第16週 -（2016年7月 - 、NHK） - 弓子 役
- 火曜ドラマ 池波正太郎時代劇 光と影 第11話 「恋文」（2018年3月6日、BSジャパン） - 主演・おその 役
- ゆうべはお楽しみでしたね 外伝Ⅱ（2019年2月8日 - 、U-NEXT） - さちこ 役

### 映画
- 理由（2004年12月18日） - ヒロイン・片倉信子 役
- 母のいる場所（2005年4月9日[注 2]） - 主演・久野泉（少女時代） 役
- 青いうた〜のど自慢 青春編〜（2006年5月13日） - ヒロイン・南恵梨香 役
- 水の花（2006年8月5日） - 主演・高槻美奈子 役
- 転校生-さよならあなた-（2007年6月23日） - 吉野アケミ 役
- 魍魎の匣（2007年12月22日） - 柚木加菜子 役
- 受験のシンデレラ（2008年3月29日） - 主演・遠藤真紀 役
- トワイライトシンドローム デッドクルーズ（2008年8月2日） - 絵里 役
- きみに届く声（2008年9月20日） - ヒロイン・澤田真央[注 3] 役
- その日のまえに（2008年11月1日） - 女子高生 役
- 櫻の園（2008年11月8日） - 赤星真由子（ロパーヒン） 役
- 悲しいボーイフレンド（2009年2月21日） - ヒロイン・香奈 役
- モノクロームの少女（2009年8月1日） - 主演・原くるみ 役
- ハードライフ（2011年5月21日） - 主演・高橋すえこ 役
- 私の叔父さん（2012年3月3日） - ヒロイン・夕季子 役
- この空の花 長岡花火物語（2012年4月7日） - 元木リリ子 役
- インターミッション（2013年2月23日） - サキ 役
- 野のなななのか（2014年5月17日） - 鈴木カンナ 役
- ボクの人間的欠陥（2016年8月20日） - ヒロイン・ミキ 役
- たゆたう（2017年4月1日） - 主演・木下あかり 役
- 地獄少女（2019年11月15日）
- 海辺の映画館―キネマの玉手箱（2020年7月31日） - 男の子の母 役

### 舞台
- 青春デンデケデケデケ（2007年3月、ル テアトル銀座 by PARCO・兵庫県立芸術文化センター） - ヒロイン・唐本幸代 役
- くるくると死と嫉妬（2014年12月5日、あうるすぽっと） - 日替わりゲスト出演・田丸くんの恋人（ニュースキャスター） 役
- 神様はじめました THE MUSICAL♪（2015年3月21日 - 29日、東京芸術劇場プレイハウス） - 主演・桃園奈々生 役
  - 神様はじめました THE MUSICAL♪ 2016（2016年1月15日 - 21日、AiiA 2.5 Theater Tokyo） [8]

### PV
- meg 「Thank you Mama」 - 主演・まい 役（2016年3月4日）
- ONE☆DRAFT 「青春の雨」 - ヒロイン・ナミ 役（2008年8月13日）

### CM
- 家庭教師のトライ 『通学路編』（2004年）
- NTT西日本 『あなたとだれかをつなげる仕事篇』（2004年）
- トンボ鉛筆 『修正テープ篇』（2006年）
- 明治製菓 Sweet Life 『アルバム篇』（2007年）
- 日本経済新聞 『日経Wプラン（家族）篇』（2010年）
- うすき製薬 後藤散かぜ薬（2012年）
  - 『あなたは大切な人 くらし編』
  - 『あなたは大切な人 海編』
  - 『夕凪橋に間にあえば』（WEB CM）
- 長沼静きもの学院 （2013年）
- カメラのキタムラ 「わずかな差額」篇（2018年3月30日 - ）[9]

### DVD
- CUTE THEATER 寺島咲（2005年4月12日発売）

### Web
- OCN無料動画番組 Talking Japan Vol.097 （2008年11月 - ）
- 医師 問題無ノ介2（2016年12月20日 - 、dTV） - 前島さゆり 役

### ラジオ
- 新春特番 恋する百人一首（2015年1月1日・2日、NHKラジオ第2）

## 受賞歴
- 2007年 第5回モナコ国際映画祭 最優秀主演女優賞（『受験のシンデレラ』）[1][2]